# جين منظم رئيسي
الجين المنظم الرئيسي (بالإنجليزية: Master regulator gene)‏ هو جين منظم [الإنجليزية] يقع في قمة هرمية تسلسل الإشارة وبشكل خاص في المسارت المتعلقة بمصير الخلية [الإنجليزية] وتمايزها. وتسبب الطفرات في الجينات المنظمة الرئيسية أمراضا خطيرة.
صيغ هذا المصطلح بواسطة سوسومو أونو [الإنجليزية] في عام 1979، وتبعا لتعريفه الجين المنظم الرئيسي لا يُنظم بواسطة أي جين آخر. في حالة أونو الجين الذي تحدث عنه له دور في تحديد الجنس. لاحقا اكتُشفت جينات منظمة رئيسية في عمليات أخرى كذلك على سبيل المثال عامل النسخ MyoD [الإنجليزية] الذي يحول الأرومة الليفية إلى خلية عضلية.

## أمثلة
تُرمِّز معظم الجينات التي تُعتبر رئيسية عوامل نسخ تقوم بتعديل التعبير عن الجينات الموجودة مع اتجاه المسار. من الأمثلة الشهيرة على الجينات المنظمة الرئيسية: Oct-4 [الإنجليزية] (يسمى كذلك POU5F1) وSOX2 [الإنجليزية] ونانوغ، جميعها عوامل نسخ لها دور في الحفاظ على كثرة القدرة الخاصة بالخلايا الجذعية. الجينات المنظمة الرئيسية لها دور في النمو والتشكل ويمكنها أن تكون جينات ورمية لها علاقة بتكون الأورام وانبثاثها كما هو الحال مع عامل النسخ البروتين المرتبط بتويست 1 [الإنجليزية].
جينات أخرى أُبلغ أنها منظمة رئيسية: بروتينات SR [الإنجليزية] التي تعمل كعوامل توصيل،  وبعض جينات الرنا غير المشفر.

## انتقادات
انتُقد مفهوم المنظم الرئيسي لكونه "نموذجا مبسطا" يفشل في الأخذ بالاعتبار التأثيرات متعددة العوامل على مصائر بعض الخلايا. حيث تجلى أن تعريف أونو غير صحيح فبعض الجينات الرئيسية تنظمها جينات أخرى. على سبيل المثال Mdm2 [الإنجليزية] هو الجين المنظم الرئيسي لبروتين الورم بي53، في حين أن بي53 هو المنظم الرئيسي لعدة عمليات أخرى. SNAI1 [الإنجليزية] هو المنظم الرئيسي لتحول الخلايا الظهارية إلى لحمية متوسطة وينظم بدوره بواسطة PAK1 [الإنجليزية] عبر الفسفرة. كما توجد جينات رئيسية منظمة لها عدة مسارات. ولذلك يتم التخلي بازدياد على فكرة الجين المنظم الرئيسي الوحيد لصالح نموذج تآثر تلعب فيه عدة عوامل نسخ أدوارا متعددة.